# Myopa pulchra
Myopa pulchra är en tvåvingeart som beskrevs av Daniel William Coquillett 1902. Myopa pulchra ingår i släktet Myopa och familjen stekelflugor. Inga underarter finns listade i Catalogue of Life.